# Onychoteuthis banksii
Onychoteuthis banksii là một loài cá mực trong họ Onychoteuthidae. Nó là loài điển hình của chi Onychoteuthis.
Loài này được cho là có phân bố trên toàn thế giới nhưng với sự sửa đổi của chi Onychoteuthis vào năm 2010, hiện đã chấp nhận rằng Onychoteuthis bankii bị giới hạn ở trung tâm và phía bắc Đại Tây Dương và Vịnh Mexico trong khi một loài được mô tả gần đây là Onychoteuthis horstkottei được tìm thấy ở Thái Bình Dương. Địa phương điển hình là vịnh Guinea..

## Sinh thái học
Giống như tất cả các loài mực, O. banksii là một loài săn mồi. Với những xúc tu dài, nó có thể bắt được con mồi lớn hơn nhiều so với cái miệng tương đối nhỏ của nó. Tuyến nước bọt sau tiết ra một chất độc giúp khuất phục con mồi trong khi mỏ sừng phá vỡ nó thành những mảnh nhỏ mà con mực có thể nuốt được; Đối với một con người, vết cắn của con mực này có cảm giác như một con ong bắp cày. Sinh học của loài này là ít được biết đến; nó chỉ tồn tại trong một thời gian ngắn, với những con cái rụng xúc tu khi trưởng thành và sau khi sinh sản, mất đi khả năng căng lên và trở nên yếu đuối.